# HD 41330
HD 41330，又名BD+35 1334，SAO 58739、HR 2141，是一颗恒星，视星等为6.12，位于銀經176.57，銀緯6.99，其B1900.0坐标为赤經5h 59m 27.2s，赤緯+35° 6.99′ 10″。